# Cliff Robertson
Clifford Parker "Cliff" Robertson III, född 9 september 1923 i La Jolla, Kalifornien, död 10 september 2011 i Stony Brook, New York, var en amerikansk skådespelare. Robertson uppmärksammades främst för sina roller i PT 109 år 1963 (som en ung John F. Kennedy), The Best Man (1964) och Charly (1968). För rollen i Charly vann han en Oscar 1968 för Bästa manlige huvudroll. Han var även aktuell att spela Sam Loomis i Alfred Hitchcocks Psycho, men rollen gick istället till John Gavin.

## Filmografi i urval
- 1955 – Utflykt i det gröna
- 1956 – När skymningen faller
- 1958 – De nakna och de döda
- 1959 – Flickan på badstranden
- 1961 – Undre världen, USA
- 1963 – PT 109
- 1963 – En söndag i New York
- 1964 – The Best Man
- 1964 – 633 Divisionen
- 1967 – Farligt spel i Venedig
- 1968 – Djävulsbrigaden
- 1968 – Charly
- 1970 – Självmordspatrullen
- 1972 – Det sista bankrånet
- 1975 – Tre dagar för Condor
- 1976 – Slaget om Midway
- 1976 – Gastkramad
- 1983 – Star 80
- 1983 – Jonathans frestelse
- 1983 – Brainstorm
- 1983–1984 – Maktkamp på Falcon Crest (TV-serie) (28 avsnitt)
- 1987 – Malone
- 1991 – Vilda hjärtan kan inte krossas
- 1992 – Wind
- 1994 – Bill Rago - liten man med stora tankar
- 1996 – Flykten från L.A.
- 2002 – Spider-Man
- 2004 – Spider-Man 2
- 2004 – Riding the Bullet
- 2007 – Spider-Man 3